# Spießbach (Sauer)
Der Spießbach, auch Spießwoog genannt, ist ein etwa dreieinhalb Kilometer langer linker Zufluss der Sauer in der Südpfalz.

## Geographie

### Verlauf
Der Spießbach entspringt auf einer Höhe von 270 m ü. NN im westlichen Wasgau am Südrand der Gemarkung von Dahn zwischen dem Rennberg im Norden, dem Kreuzeck im Osten und dem Großen Deckenberg im Westen. Direkt daneben liegen hier zwei weitere Quellen, die bald zusammenfließen. Der Bach fließt zunächst etwa 140 m südsüdwestwärts, schlägt dann einen saften Bogen nach links, fließt nun ungefähr 200 m in Richtung Südosten und knickt danach scharf nach Südwesten ab.
Er läuft jetzt zwischen dem Lüderkopf auf seiner rechten Seite und dem Großen Roßberg auf der linken durch das Spießwoogtal, in dem sich der namensgebende Spießwoog befindet. Beim Lindenfels und dann noch etwas weiter südlich bei der Alten Kupp bildet er nacheinander mehrere Fischteiche und wird kurze Zeit später vom aus dem Nordwesten kommenden Roßbach gespeist.
Der Spießbach bewegt sich nun südwärts, fließt am Gelände des Biosphärenhauses samt zugehörigen Baumwipfelpfad und Wappenschmiede vorbei, unterquert die Landesstraße 478 und mündet schließlich im Naturschutzgebiet Königsbruch östlich von Fischbach bei Dahn auf einer Höhe von 214 m ü. NN direkt neben dem Brunnengraben in den Saarbach.

### Zuflüsse
- Roßbach (rechts), 3,6 km, 4,01 km²

## Natur und Umwelt
Der Spießbach wird als gering belastet (Güteklasse I-II) eingestuft. Sein Saprobienindex beträgt 1,76.
Das Woogspießtal ist ein wertvolles Biotop mit zahlreichen seltenen Tier- und Pflanzenarten.
Hochstaudenreiche Feuchtwiesen, Großseggenriede und Kleinseggenriedsümpfe prägen die Tallandschaft. Geologisch wird es vom Buntsandstein bestimmt.

## Tourismus
Kurz vor seiner Mündung wird der Spießbach von einem Wanderweg überquert, der mit einem gelben Punkt gekennzeichnet ist und der von Fischbach zum Kettrichhof führt. Parallel zu Fluss verläuft außerdem der Biosphären-Erlebnisweg, der zwölf Stationen umfasst. In seinem Unterlauf folgt ihm außerdem die Wasgau-Seen-Tour.